# Miguel (topoterita)
Miguel (em grego medieval: Μιχαήλ; romaniz.: Michaél) foi oficial bizantino no século X, ativo sob os imperadores Romano I (r. 920–944) e Constantino VII (r. 913–959). Era filho de Moroleão. Em 922, como topoterita ou tagmatarco, foi enviado para monitorar o movimento dos búlgaros, que invadiram a Trácia e dirigiam-se para Catasirtas, próximo de Constantinopla. As tropas e Miguel foram emboscadas e derrotas, mas infligiram significativas baixos aos búlgaros. Miguel foi ferido e fugiu para Constantinopla, onde morreu.